# 龍田車站 (日本)
37°16′57.68″N 141°0′9.42″E / 37.2826889°N 141.0026167°E
龍田車站（日语：／ Tatsuta eki */?），是東日本旅客鐵道（JR東日本）常磐線的鐵路車站，位於福島縣双葉郡楢葉町。2011年3月11日發生東日本大地震，此站雖未遭海嘯侵襲損毀，但因位於福島第一核電廠事故的方圓20公里警戒區之內，而停止營業。車站一帶因放射線劑量下降，於2012年8月10日起改列為避難指示解除準備區域，不再管制人員進出，但仍禁止夜宿。
直到2014年6月1日，車站才恢復營業，但一天只有9個來回班次。2015年1月31日起，此站與原之町車站之間開行接駁公車，公車經國道6號，穿越過福島第一核電廠事故的20公里警戒區，中途均不停車上下客及休息。

## 車站結構
側式月台與島式月台各一個，合共2面3線的地面車站，月台與站房間以跨線橋連接，月台設有候車室。

### 月台配置
| 月台 | 路線    | 方向 | 目的地           |
| ---- | ------- | ---- | ---------------- |
| 1    | ■常磐線 | 下行 | 原之町、仙台方向 |
| 2    | ■常磐線 | 上行 | 磐城、水戶方向   |
| 3    | ■常磐線 | 上行 | 磐城、水戶方向   |

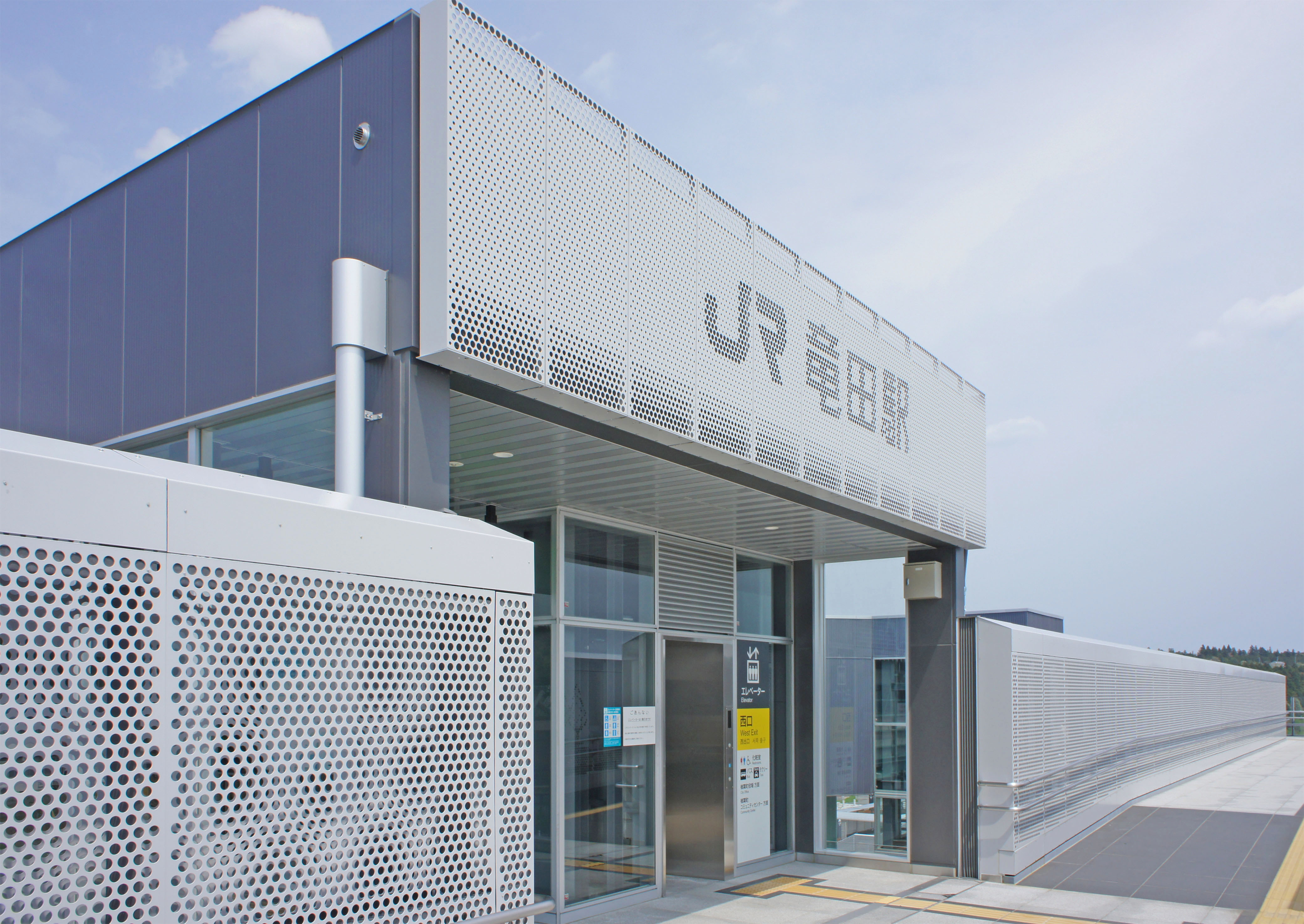
東西自由通路（2022年4月）
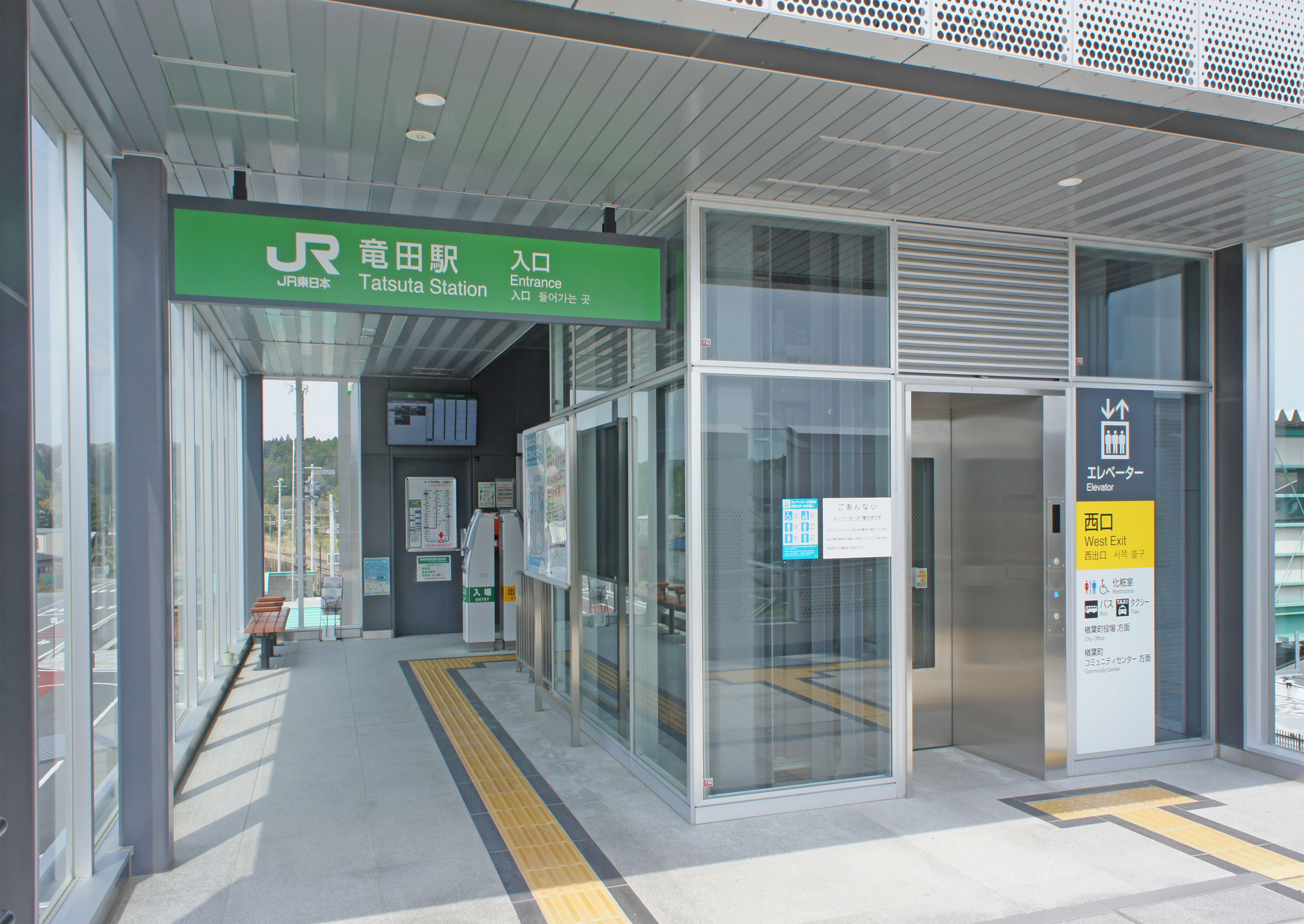
出入口（2022年4月）
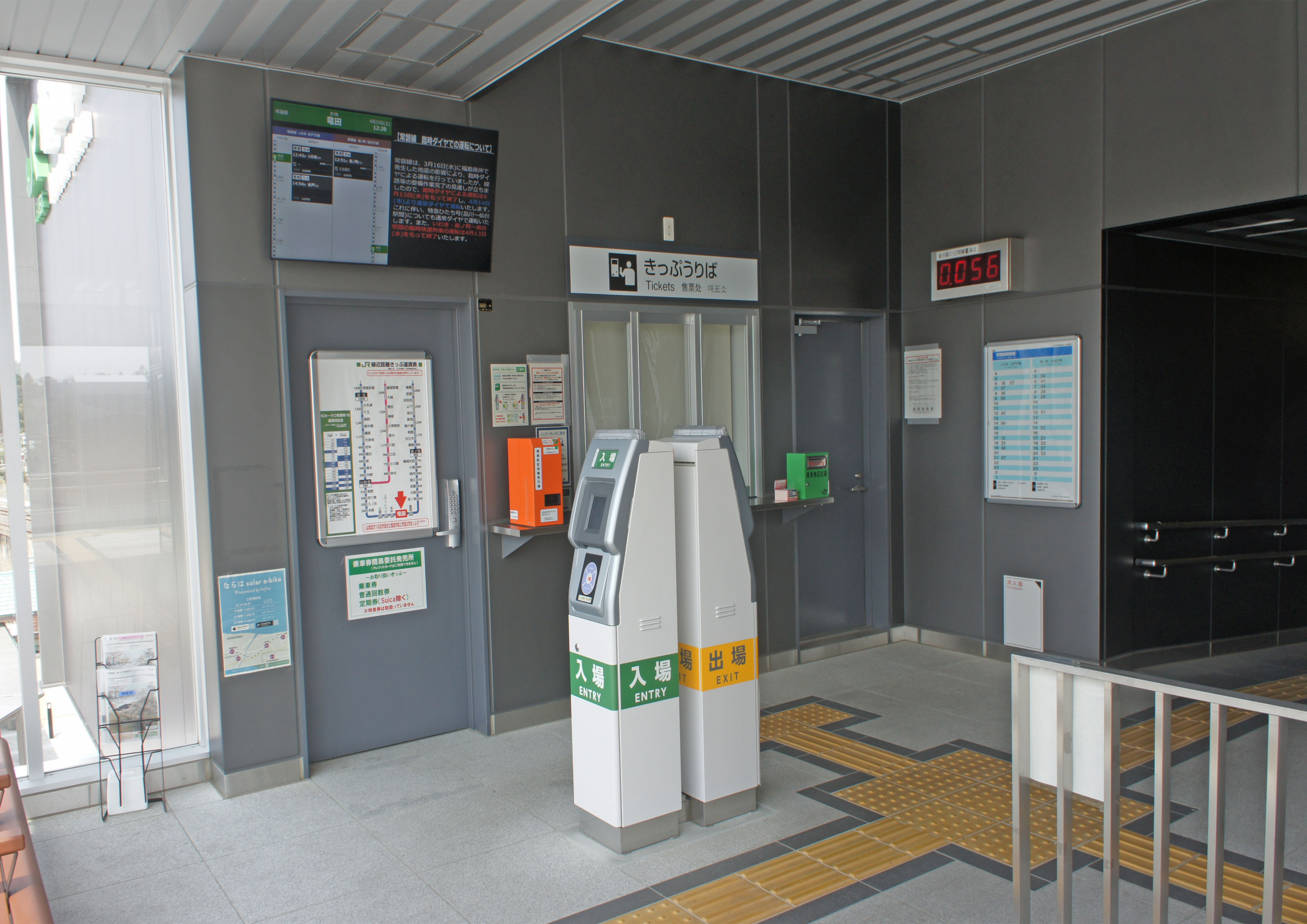
檢票口（2022年4月）
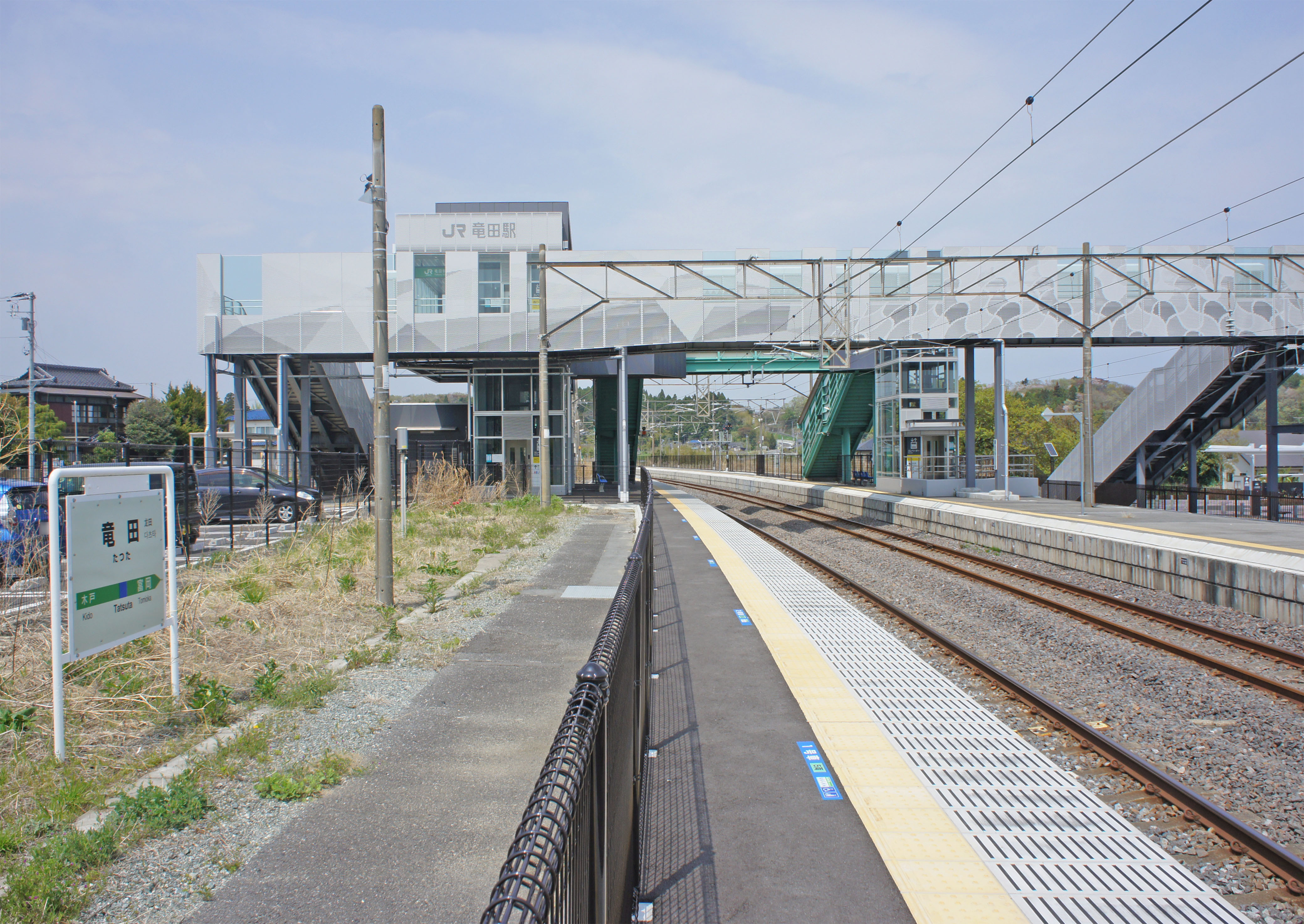
1號月台（2022年4月）
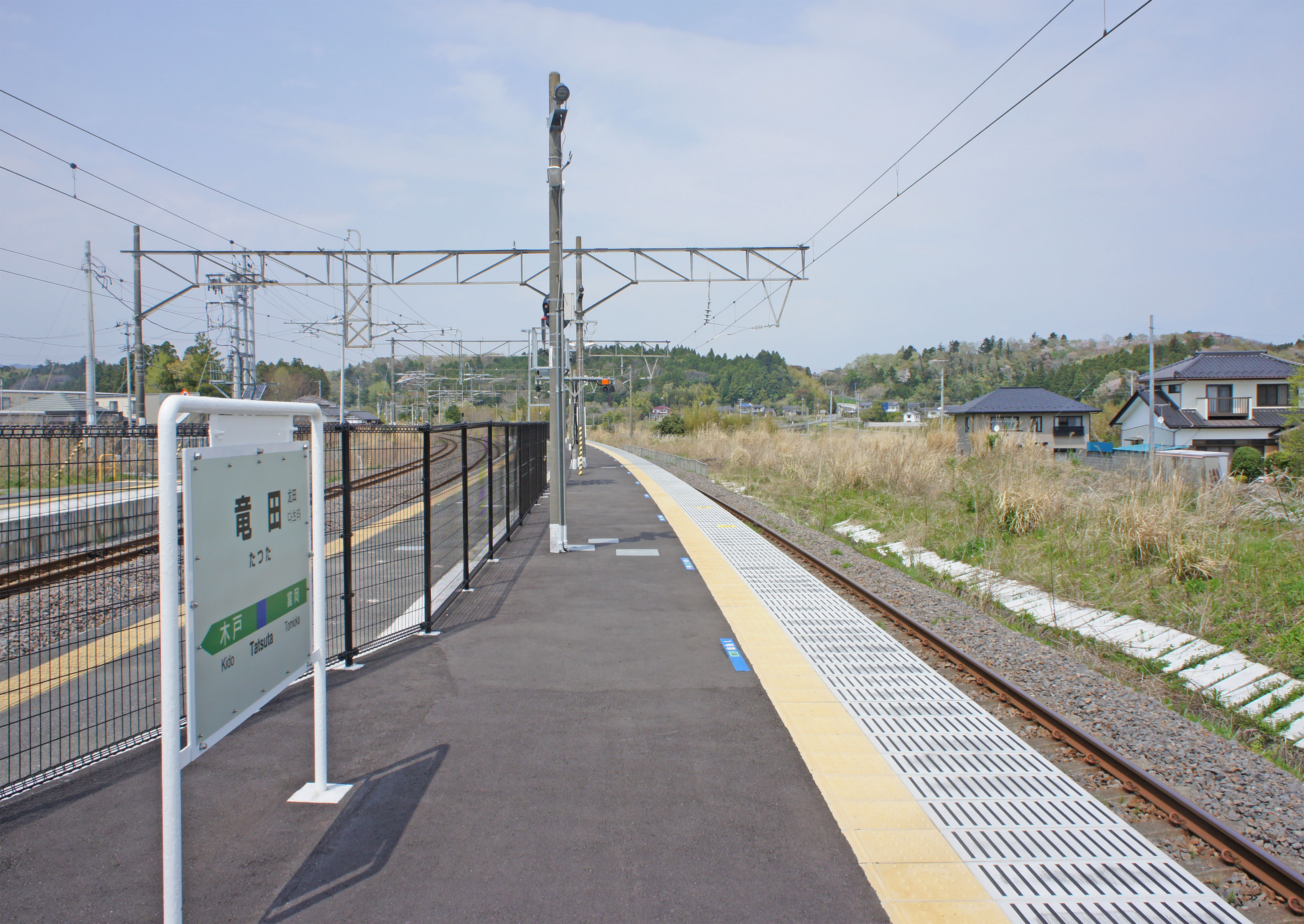
2・3號月台（2022年4月）

## 使用情況
根據JR東日本，2019年度（令和元年度）的1日平均上車人次為183人。
近年的推移如下表。
| 上車人次推移       | 上車人次推移     | 上車人次推移                          | 上車人次推移    |
| 年度               | 1日平均 上車人次 | 備註                                  | 來源            |
| ------------------ | ---------------- | ------------------------------------- | --------------- |
| 2001年（平成13年） | 323              |                                       | [ 利用客数 2 ]  |
| 2002年（平成14年） | 317              |                                       | [ 利用客数 3 ]  |
| 2003年（平成15年） | 326              |                                       | [ 利用客数 4 ]  |
| 2004年（平成16年） | 284              |                                       | [ 利用客数 5 ]  |
| 2005年（平成17年） | 282              |                                       | [ 利用客数 6 ]  |
| 2006年（平成18年） | 263              |                                       | [ 利用客数 7 ]  |
| 2007年（平成19年） | 281              |                                       | [ 利用客数 8 ]  |
| 2008年（平成20年） | 282              |                                       | [ 利用客数 9 ]  |
| 2009年（平成21年） | 256              |                                       | [ 利用客数 10 ] |
| 2010年（平成22年） | 248              |                                       | [ 利用客数 11 ] |
| 2011年（平成23年） | 營業休止         | 2011年3月11日以後 原發事故起 營業休止 |                 |
| 2012年（平成24年） | 營業休止         | 2011年3月11日以後 原發事故起 營業休止 |                 |
| 2013年（平成25年） | 營業休止         | 2011年3月11日以後 原發事故起 營業休止 |                 |
| 2014年（平成26年） | 79               | 6月1日恢復營業                        | [ 利用客数 12 ] |
| 2015年（平成27年） | 117              |                                       | [ 利用客数 13 ] |
| 2016年（平成28年） | 159              |                                       | [ 利用客数 14 ] |
| 2017年（平成29年） | 183              |                                       | [ 利用客数 15 ] |
| 2018年（平成30年） | 192              |                                       | [ 利用客数 16 ] |
| 2019年（令和元年） | 183              |                                       | [ 利用客数 1 ]  |

## 相鄰車站
東日本旅客鐵道
■常磐線
木戶－龍田－富岡

### 使用情況
1. 1 2  . 東日本旅客鉄道.   [2020-07-12]. （原始内容存档于2020-07-10）.
2. ↑  . 東日本旅客鉄道.   [2019-03-04]. （原始内容存档于2019-02-22）.
3. ↑  . 東日本旅客鉄道.   [2019-03-04]. （原始内容存档于2019-04-02）.
4. ↑  . 東日本旅客鉄道.   [2019-03-04]. （原始内容存档于2019-03-27）.
5. ↑  . 東日本旅客鉄道.   [2019-03-04]. （原始内容存档于2019-02-23）.
6. ↑  . 東日本旅客鉄道.   [2019-03-04]. （原始内容存档于2019-04-02）.
7. ↑  . 東日本旅客鉄道.   [2019-03-04]. （原始内容存档于2019-04-02）.
8. ↑  . 東日本旅客鉄道.   [2019-03-04]. （原始内容存档于2019-04-02）.
9. ↑  . 東日本旅客鉄道.   [2019-03-04]. （原始内容存档于2019-02-22）.
10. ↑  . 東日本旅客鉄道.   [2019-03-04]. （原始内容存档于2019-04-02）.
11. ↑  . 東日本旅客鉄道.   [2019-03-04]. （原始内容存档于2019-04-02）.
12. ↑  . 東日本旅客鉄道.   [2019-03-04]. （原始内容存档于2019-03-26）.
13. ↑  . 東日本旅客鉄道.   [2019-03-04]. （原始内容存档于2019-03-23）.
14. ↑  . 東日本旅客鉄道.   [2019-03-04]. （原始内容存档于2019-02-14）.
15. ↑  . 東日本旅客鉄道.   [2018-07-06]. （原始内容存档于2019-03-25）.
16. ↑  . 東日本旅客鉄道.   [2019-07-06]. （原始内容存档于2019-07-05）.

## 外部連結
- （页面存档备份，存于） - JR东日本